# Rue Sur-la-Fontaine
La rue Sur-la-Fontaine est une rue ancienne du centre de Liège reliant la rue Lonhienne et la rue Lambert-le-Bègue à la rue Saint-Gilles.

## Localisation
Historiquement et sans doute depuis le XIe siècle, cette rue reliait le pont d'Avroy à la colline de Publémont via le Thier de la Fontaine.
Jusqu'au début du XIXe siècle, cette ancienne rue de Liège était avec la rue Basse-Sauvenière une voirie s'étirant le long de la rive gauche de la Sauvenière. Quand ce bras de la Meuse fut comblé (définitivement en 1844) et le boulevard de la Sauvenière créé, ce dernier devint un axe routier important au détriment de la rue Sur-la-Fontaine.

## Description
Entre la rue Lonhienne et la rue Frère-Michel, la rue Sur-la-Fontaine est plus large (environ 14 m) et à double sens de circulation automobile alors qu'entre la rue Frère-Michel et la rue Saint-Gilles, la rue est très étroite (environ 6 m) et applique un sens unique de circulation automobile de la rue Saint-Gilles vers la rue Frère-Michel.

## Toponymie
La rue ainsi que la Thier de la Fontaine voisin tirent leur nom d'une très ancienne fontaine qui se trouvait au coin de la rue Sur-la-Fontaine et de la rue Lonhienne. Au Moyen Âge, la rue (ou une partie de la rue) était riveraine d'un bras secondaire de la Sauvenière et s'appelait rue Rivière delle Fontaine Saint-Lambert.

## Patrimoine

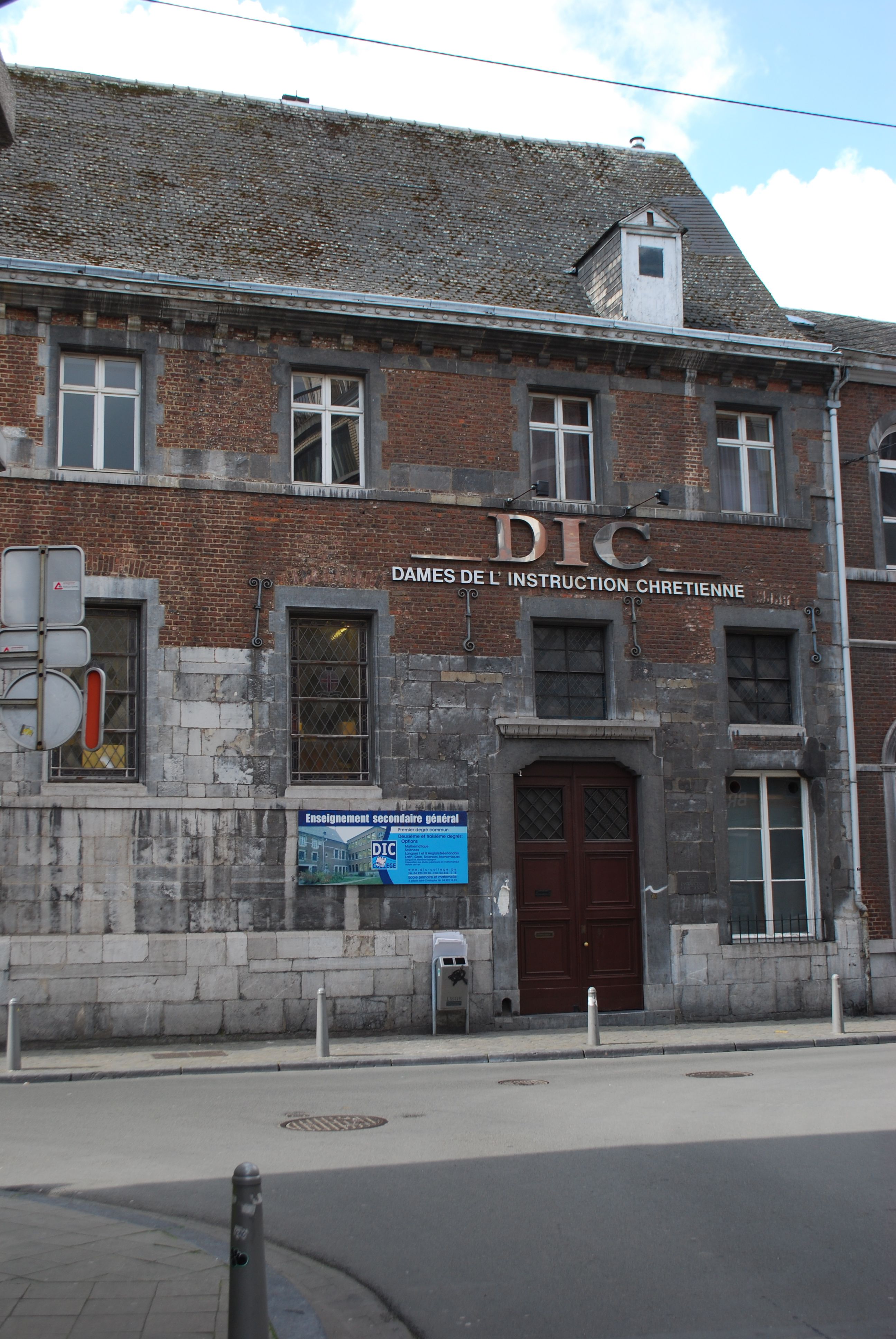
L'ancien couvent des Clarisses.

Plusieurs habitations ont été construites au cours du XVIIe siècle et du XVIIIe siècle. Elles se situent aux nos 37, 61, 63, 65, 67, 69, 75, 76, 78, 79, 80, 82, 85, 89, 91 et 93.
L'ancien couvent des Clarisses urbanistes a été fondé en 1638. C'est aujourd'hui un établissement scolaire qui appartient aux Dames de l'Instruction Chrétienne depuis 1839. Il se situe au no 70.
La maison Au Croissant  est un immeuble classé à enseigne sis au no 114, de style néo-classique, édifié vers 1780 en brique et calcaire. Un croissant de lune se trouve au milieu d'un lacis d'entrelacs au-dessus de la porte d'entrée. Cette enseigne désignait l'ancienne brasserie du croissant. L'immeuble voisin (même numéro) est une imposante bâtisse en brique du début du XVIIIe siècle ne comportant aucune porte d'entrée mais soixante baies vitrées à encadrement de pierre de taille sur six niveaux.
Au coin de la rue Sur-la-Fontaine (no 41) et de la rue des Urbanistes, l'hôtel Les Acteurs présente des éléments de style Art nouveau notamment à la baie d'imposte de la porte d'entrée de la rue des Urbanistes (architecte Arthur Snyers).
Au coin avec la rue Lonhienne, se trouve un immeuble de style éclectique possédant onze sgraffites de style Art nouveau.
Au no 96-98 se trouvait l'un des hôtels de la famille Clercx d'Aigremont (à ne pas confondre avec celui situé rue Saint-Paul). Le claveau central de la porte d'entrée de ce bâtiment du XVIIIe siècle était orné  de la sculpture d'un anneau doré, tandis que celui du côté cour intérieure était orné des armoiries des Clercx d'Aigremont. Jusqu'à la seconde moitié du XXe siècle, cette cour était connue sous le nom de « cour de l'Anneau d'or ». Le bâtiment a ensuite été démoli pour laisser place à un parking de plusieurs étages baptisé « parking de l'Anneau d'or » en référence à l'ancien nom. Les claveaux centraux, récupérés de la démolition de l'hôtel, ont été replacés dans l'allège du premier étage du parking.

## Voies adjacentes
- Rue Lonhienne
- Rue Lambert-le-Bègue
- Rue Joseph Jaspar
- Rue Frère-Michel
- Rue des Urbanistes
- Rue Carlier
- Rue de la Pompe
- Rue Saint-Gilles